# Софийский собор (Гродно)
Свято-Софийский собор — несохранившийся православный собор в Гродно, перестроенный из католического костёла («Фара Витовта») после третьего раздела Речи Посполитой и вхождения Гродно в состав Российской империи.
В 1389 году по распоряжению Витовта был построен деревянный католический костёл. В 1494 году он был несколько обновлён Александром Ягеллоном, а в 1551 году отремонтирован по велению королевы Боны Сфорцы. При Стефане Батории вместо деревянного храма до 1586 года был возведён каменный в ренессансном стиле. Впоследствии, костёл неоднократно горел, одним из наиболее разрушительных пожаров стал пожар в 1793 году.
После вхождения Гродно в состав Российской империи российские власти в 1804 году передали костёл православной церкви. Храм, названный в честь Софии — Премудрости Божией, был отремонтирован в стиле классицизма и освящён в 1807 году. 9 мая 1892 года храм сильно пострадал от пожара. После основательной перестройки храма в русском стиле в 1896—1899 годах по проекту академика Н. М. Чагина стоимостью 150 тысяч рублей, храм был вновь освящён в 1899 году. Наружный вид храма полностью изменился, были добавлены пять крупных куполов, три малых, а также колокольня. Купола были фиолетового цвета с золотыми звёздами, а высота колокольни, имевшей 12 колоколов, достигала 60 м. Храм стал кафедральным собором Гродненской и Брестской епархии.
После того, как Гродно перешёл обратно в Польскую Республику (Вторая Речь Посполитая), храм в 1919 был возвращён католикам и использовался как гарнизонный костёл. В 1923 году был перестроен после пожара архитектором В. Генбергом. В 1935 года произошёл очередной пожар, что привело к новой реконструкции (архитектор О. Сосновский). В послевоенное время, в составе Белорусской ССР, здание бывшего костёла передавалось различным организациям и в конечном итоге 21 ноября 1961 года было взорвано.